# Hemerobius humulinus
Hemerobius humulinus es una especie de crisopa parda de la familia Hemerobiidae.

## Distribución
Se encuentra en Europa y el norte de Asia (excluida China), América del Norte y el sur de Asia. 